# Jim Weatherly
James Dexter Weatherly (* 17. März 1943 in Pontotoc, Mississippi; † 3. Februar 2021 in Brentwood, Tennessee) war ein US-amerikanischer Singer-Songwriter. Seine Aufnahmen als Sänger waren vor allem zwischen Country und Softrock angesiedelt. Als Komponist gelangen ihm über diese Genres hinaus auch große Erfolge im Soul. Gladys Knight & the Pips hatten in den 1970er Jahren gleich drei Top-10-Hits mit seinen Kompositionen. Darunter der Klassiker und Nummer-eins-Hit in den US-Pop-Charts, Midnight Train to Georgia, den zuvor auch Cissy Houston aufgenommen hatte. Knight nahm später weitere Lieder von Weatherly auf. Ein großer Abnehmer seiner Kompositionen war auch der Country-Sänger Ray Price, der rund 40 seiner Lieder aufnahm und einige Hits damit hatte.
Weatherly machte ab Mitte der 1960er Jahre eigene Aufnahmen. Zum Ende des Jahrzehnts war er Leadsänger der Gruppe The Gordian Knot, die 1968 ein gleichnamiges Album auf Verve veröffentlichte. Nach der Auflösung der Gruppe veröffentlichte Weatherly ab 1972 etliche Soloalben und landete 1974 einen Top-20-Pop-Hit mit The Need to Be und 1975 einen Top-10-Country-Hit mit I'll Still Love You.
Weatherlys schrieb Country-Hits für Glen Campbell, Charley Pride, Bryan White, Bill Anderson oder Earl Thomas Conley. Seine Songs wurden von einer Vielzahl stilistisch unterschiedlicher Künstler aufgenommen, darunter Neil Diamond, Dean Martin, Hall & Oates, The Temptations, Etta James, oder The Manhattans. Er wurde als Mitglied in die Mississippi Musicians Hall of Fame aufgenommen.

## Diskografie

### Alben
| Jahr | Titel                      | Höchstplatzierung, Gesamtwochen, AuszeichnungChartplatzierungen (Jahr, Titel, Platzierungen, Wochen, Auszeichnungen, Anmerkungen) | Höchstplatzierung, Gesamtwochen, AuszeichnungChartplatzierungen (Jahr, Titel, Platzierungen, Wochen, Auszeichnungen, Anmerkungen) | Anmerkungen |
| Jahr | Titel                      | US | Country | Anmerkungen |
| ---- | -------------------------- | --- | --- | ----------- |
| 1974 | The Songs of Jim Weatherly | US94 (14 Wo.)US | — |             |
| 1975 | Magnolias & Misfits        | — | Country45 (4 Wo.)Country |             |

Weitere Alben
- 1972: Weatherly
- 1973: Jim Weatherly
- 1973: A Gentler Time
- 1976: The People Some People Choose To Love
- 1976: Pictures & Rhymes
- 2001: Dancing Moon
- 2003: Songs I’ve Written
- 2004: Christmas Like Christmas Used To Be
- 2008: Autumn’s Light
- 2012: This & That

### Singles
| Jahr | Titel Album                                              | Höchstplatzierung, Gesamtwochen, AuszeichnungChartplatzierungen (Jahr, Titel, Album, Platzierungen, Wochen, Auszeichnungen, Anmerkungen) | Höchstplatzierung, Gesamtwochen, AuszeichnungChartplatzierungen (Jahr, Titel, Album, Platzierungen, Wochen, Auszeichnungen, Anmerkungen) | Anmerkungen |
| Jahr | Titel Album                                              | US | Country | Anmerkungen |
| ---- | -------------------------------------------------------- | --- | --- | ----------- |
| 1974 | The Need To Be The Songs of Jim Weatherly                | US11 (16 Wo.)US | — |             |
| 1975 | I’ll Still Love You –                                    | US87 (5 Wo.)US | Country9 (13 Wo.)Country |             |
| 1975 | It Must Have Been The Rain Magnolias & Misfits           | — | Country58 (8 Wo.)Country |             |
| 1977 | All That Keeps Me Going –                                | — | Country27 (10 Wo.)Country |             |
| 1979 | Smooth Sailin’ –                                         | — | Country32 (11 Wo.)Country |             |
| 1980 | Gift From Missouri The People Some People Choose To Love | — | Country34 (9 Wo.)Country |             |
| 1980 | Safe In The Arms Of Your Love –                          | — | Country82 (3 Wo.)Country |             |